# Lago Natron
O Lago Natron é um lago salgado alcalino situado no norte da Tanzânia, próximo da fronteira deste país com o Quénia, no Grande Vale do Rifte. Trata-se de um lago endorreico, de origem tectónica e com menos de três metros de profundidade.
As suas águas apresentam um pH elevado, entre 9 e 10.5, e apresentam uma cor característica de lagos com elevadas taxas de evaporação. À medida que a água evapora durante a estação seca, os níveis de salinidade aumentam até ao ponto em que os microrganismos adaptados a ambientes salinos (ou halófilos) começam a desenvolver-se. Entre estes contam-se algumas cianobactérias, cujo pigmento vermelho dá origem aos tons profundos de vermelho apresentados pelas águas mais profundas do lago e pelos alaranjados nas zonas menos profundas.
O lago Natron é também o único local de reprodução dos flamingos-pequenos (Phoenicopterus minor) que vivem nesta região e que se alimentam das cianobactérias do lago. Quanto mais elevada for a salinidade, maior é a quantidade de cianobactérias que se desenvolvem no lago e, por conseguinte, maior é o número de ninhos de flamingos-pequenos que o lago pode suportar. Além do flamingo-pequeno habitam este lago tilápias (Oreochromis alcalica), que ocupam as zonas adjacentes às nascentes de água quente que brotam nalgumas partes lago.

## Galeria

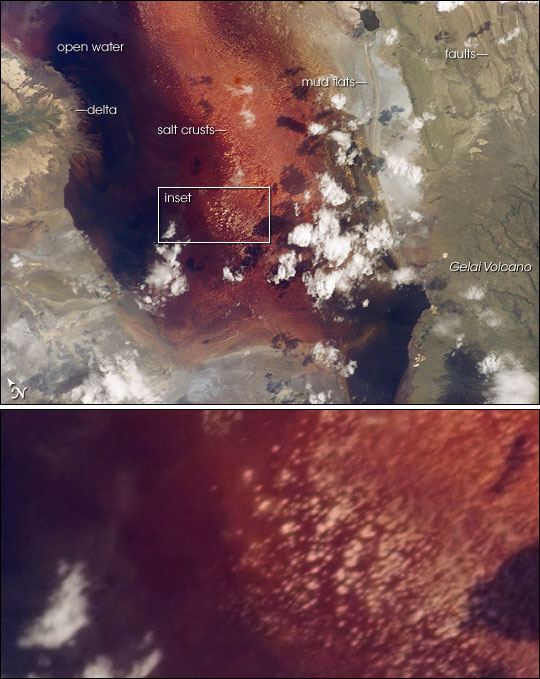
Imagem de satélite do lago Natron, mostrando as águas vermelhas e os depósitos salinos.
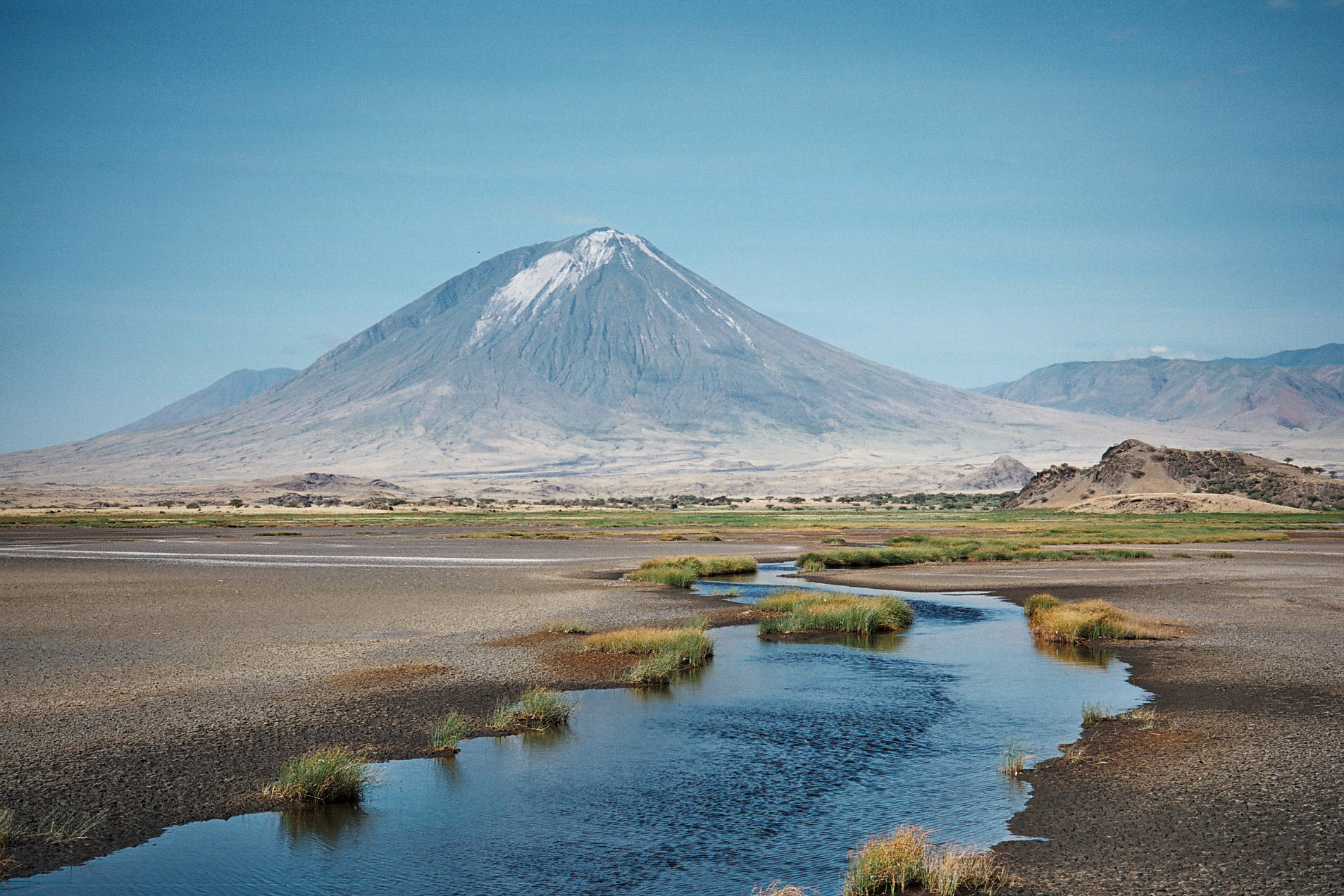
Monte Lengai visto desde o lago Natron.